# Estany de Puigcerdà
L'estany de Puigcerdà és un estany artificial a la part nord-oest de la vila de Puigcerdà.

## Història
Les primeres notícies d'aquest estany daten del segle xiii, concretament del 2 de desembre del 1260, tal com ho descriu mossèn Jaume Martí i Sanjaume al llibre Dietari de Puigcerdà. En aquest dietari hi apareix un document on el paborde de les propietats de Sant Miquel de Cuixà a Cerdanya cedeix a Arnald de Prat un terreny al costat de l'estany. Citant la mateixa font, a l'obra Història de Puigcerdà i per les prospeccions arqueològiques del 1991 per Oriol Mercadal Fernàndez i Jordi Campillo, es van trobar restes arqueològiques d'un assentament humà datat al segle xi (mur de pedra, paviment rústec, restes de ceràmica, una ferradura de mula) que podria haver perdurat fins al segle xiii. És doncs plausible que l'estany es va construir entre els anys 1200 i 1260.
L'aigua prové del riu Querol que és portat fins a Puigcerdà mitjançant una séquia artificial.

## Aprofitaments
Els aprofitaments de l'estany eren explotats per la batllia o consolat, el qual tenia la potestat d'arrendar-ho a una persona o entitat. Aquesta es feia càrrec dels beneficis de l'explotació però també de les obligacions que aquesta comportava. La durada aproximada d'aquest arrendament era de cinc anys prorrogables.
Entre les obligacions més importants de l'arrendatari tenia el deure de mantenir i conservar les parets de l'estany, netejar i plantar arbres a la riba amb espècies que l'ajuntament determinés. L'arrendament per particulars o entitats es va perllongar fins a l'any 1990, quan l'explotació passà al Patronat Municipal de Turisme de Puigcerdà.

### Aigua
La gran reserva d'aigua que representa l'estany, sempre li ha reportat grans beneficis. L'aigua de l'estany va servir per a l'extinció d'incendis, a través del diferents recs que s'hi construïren al llarg del temps. N'és un exemple l'ordinació municipal del llibre d'actes de 1342-1345, on diu «Que l'aigua de l'estany sigui conduïda per un rec o séquia fins al call jueu i fins a la casa d'un tal Reguat, distribuint-se des d'allí pel carrer Querol i altres carrers principals de la vila, obra que s'havia de pagar entre a meitats entre el Comú i els veïns dels carrers».
L'aigua també va servir per a la neteja, via recs o clavegueram, per arrossegar o fondre la neu dels carrers però la seva funció més important era el regadiu dels camps que volten la vila. També ha estat utilitzada com a reserva d'aigua potable, ja sigui de forma directa o bé per filtracions cap a pous i fonts. Cal destacar l'existència d'uns safareigs a l'estany que foren traslladats a l'any 1895 al carreró de l'estany, avui conegut com a carrer Cassi.

### Pesca
Altre aprofitament important de l'estany al llarg de la seva història ha estat la pesca. És per aquest motiu que ja des del segle xv hi ha notícies sobre la regulació i ordenances sobre els períodes de pesca, les arts per dur-la a terme i les sancions per a qui no no les complissin.

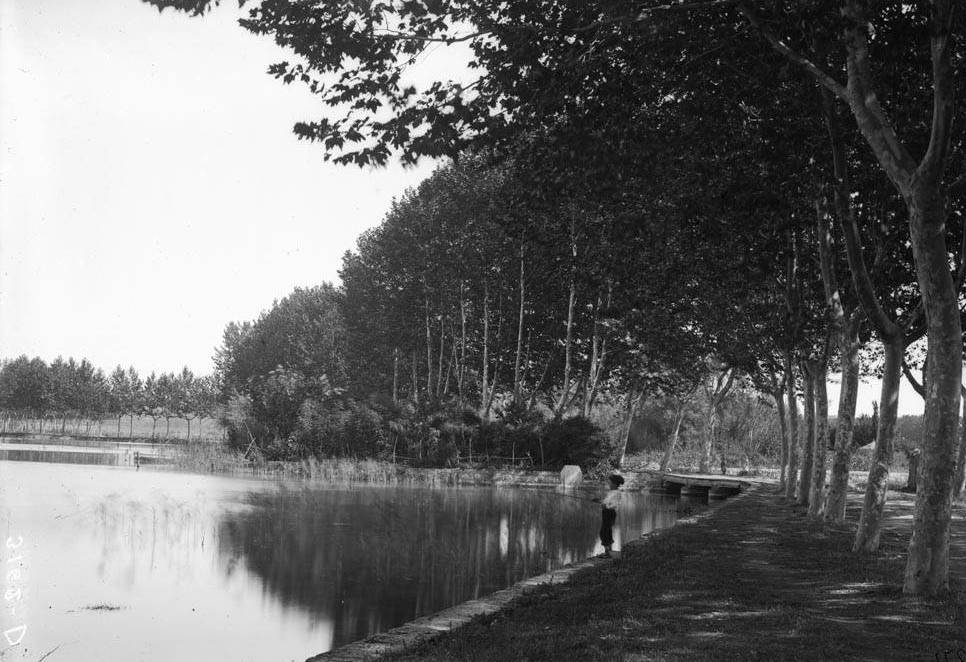
Un nen pescant a la riba del llac de Puigcerdà (En una imatge d'entre 1885 i 1911)

Posem com a exemple aquestes dues ordenances:
Ordinació de 1485- Ordinacions Mostassà, vol I, f. 13: «Item mana tant als de dins com als de fora, que no hi haie negú qui d'esta hora avant gose pescar en los stanys de la vila de Puygcerdà, ni rigueres d'aquell, ab bòlix, teles, bertrols, ne ab negun altre articifi sens llicència dels cònsols o de “Mastassph” sots pena de seixanta sous e de perdre lo peix e los artificis ab que pescaran, per cascuna vegada, sens tota mercé»
Ordinació sobre la pesca de 1781: «De orden del Illtre. D. Miquel Alvarez de Sotomayor, Gobernador Militar y político de la Plassa y Villa de Puigcerdà y su partido, insiguiendo ocuerdo del Illtre Ayuntamiento de la misma: Se dize y manda que ninguna persona de qualquier localidad y condición que sea, no se atreva de dia y de noche a pescar en el estanque de esta vill a menos los que tienen permiso y concesión del Illtre. Ayuntamiento por contrata, baxo la pena a los contraventores de quinze libras de multa aplicaderas según Reales ordenanzas y seis dias de càrcel.Puigcerdà y octubre de 1781»
L'arrendatari del llac tenia l'obligació de vendre el peix als vilatans i l'excedent només podia vendre'l fora un cop abastida la població. Els preus també estaven regulats per ordenances municipals.
La varietat de peixos ha anat variant segons els temps. El 1781 ja es té constància de truites, bagres, anguiles i barbs. S'hi va introduir la carpa vora el 1894 gràcies a Josep Clausolles i el seu informe titulat «Mi informe sobre el propósito de aprovechar las aguas del estanque de Puigcerdà para la explotación de la piscicultura», on relata que aquest peix era el més adient per netejar i depurar les aigües de l'estany, ja que s'alimentava de cucs, insectes i vegetació i no era carnívor. Per mantenir la població piscícola de l'estany, sovint era menester repoblar-la. Una operació de repoblació és documentat l'any 1727 i ha estat usual al llarg del segle xix. Avui la Direcció General del Medi Natural se'n fa càrrec.
Per a practicar de la pesca esportiva dins de l'estany és menester una llicència que atorga l'Oficina Comarcal del Departament d'Agricultura, Ramaderia, Pesca, Alimentació i Medi Natural a Puigcerdà.

### Glaç
El glaç del llac s'utilitzava per a mantenir frescos els aliments. Aquest s'extreia de l'estany en blocs rectangulars i es dipositava al pou de glaç per disposar-ne a la primavera i durant l'estiu. El citat pou de glaç o de neu es construí als voltants del 1642 prop de la font del Cúcuru. Dissortadament aquest va ser destruït o soterrat a finals de 1990 per la construcció d'un nou vial, conegut com a Ronda dels Torreons.

### Electricitat
El 3 de març de 1895 es va presentar un projecte per a aprofitar l'aigua per a generar electricitat. S'hi preveia fer una central a la part baixa del còrrec del Dagué. Aprofitant el fort desnivell, una canonada hi hauria dut l'aigua per actionar les turbines. Mai no es va realitzar.

### Llot
Els arrendaments de l'estany estipulaven que un cop cada vint-i-cinc anys s'havia de buidar i netejar-lo. El llot que se'n extreia era venut o donat com a guano per fertilitzar els camps.

### Sorra
Aprofitant la neteja del llac, també s'extreia la sorra que l'aigua arrossegava per la séquia i aquesta era aprofitada per a usos diversos. Es té notícia que l'any 1787 aquesta sorra s'escampà pels camins de l'entorn.

## Activitats a l'estany

### Turisme
Després de les guerres carlines, comença a Puigcerdà l'arribada de l'anomenada colonia veraniega que donaria pas a l'inici del turisme a la Vila i a la resta de la comarca. Bàsicament era conformada per la burgesia benestant de Barcelona que escollí Puigcerdà com a centre d'estiueig. L'enderrocament de les muralles i el nou pla urbanístic, gràcies a la iniciativa del Dr. Andreu —farmacèutic i famós per les seves conegudes pastilles—, va donar pas a la construcció xalets de luxe (Villa Eduardo, Andreu, Paulita, Maria, Dionisia -del Dr. Bufill-, del Rellotge, torre Camaló -destruïda durant la guerra civil-, Clausolles, entre d'altres) al voltant de l'estany. Això afectà els nous contractes d'arrendament, en els quals es determinaven que les obres de millora i manteniment s'havien d'adaptar per a donar un caràcter més lúdic i de lleure a l'estany, sobretot a l'estiu. Per aquests estiuejants es van celebrar tota una sèrie d'activitats lúdiques i festives que culminaren el 1886 amb La fiesta nocturna a la veneciana ((castellà)), precursora de la Festa de l'Estany.

### Barques recreatives

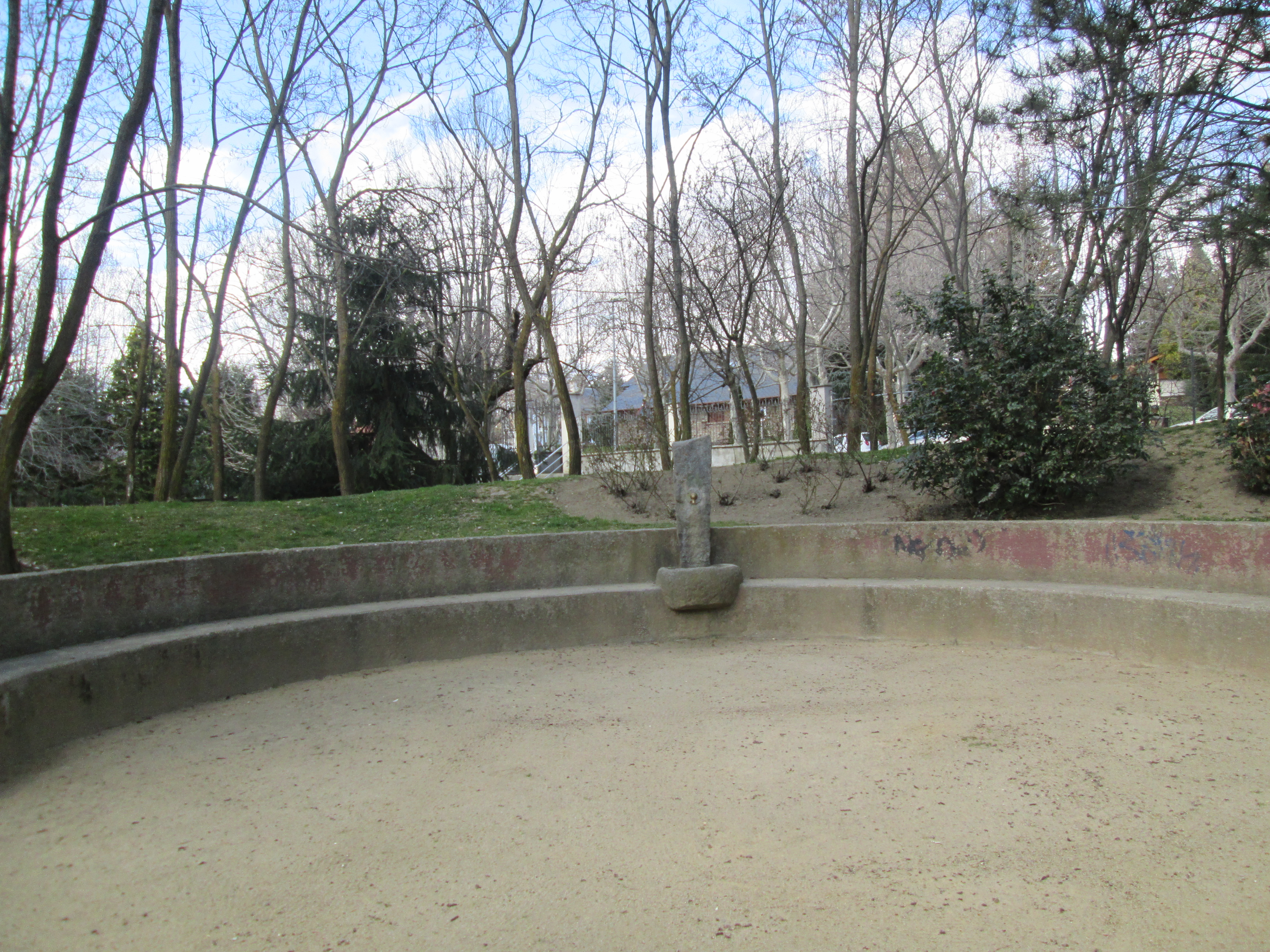
Font del llac.

El contracte d'arrendament de 1884 ja establia la construcció d'un embarcador i l'arrendament de barques, per oferir la possibilitat de fer un passeig per les aigües de l'estany. L'Ajuntament en tenia dues d'arrendades a Bartomeu Puig i estipulava mitjançant ordenança municipal els preus de l'explotació. També estipulava que tot propietari o veí de la Vila tenia dret a tenir una barca i poder explotar-la econòmicament previ pagament de 5 pessetes a l'arrendatari. Aquesta ordenança va perdurar fins a la Guerra Civil Espanyola. Passada la guerra civil, l'ajuntament va deixar d'estipular els preus de les barques recreatives i el 1943, es fixava la temporada, del'1 de juny i fins al 15 d'octubre. A partir de 1945, es promogué l'augment del nombre de barques, així com altres de pedals i unes canoes a motor i la instal·lació d'altaveus al centre de l'estany connectats a una gramola. Cal dir que aquestes últimes iniciatives no varen gaudir de l'èxit necessari ni perduraren en el temps. Actualment, el nombre de barques i els preus d'explotació de les mateixes depenen del Patronat Municipal de Turisme de Puigcerdà.
Com a nota curiosa, cal destacar la representació teatral de Medea d'Eurípides a final dels anys cinquanta del segle xx.

### Esports
La pràctica de l'esport dins de l'estany es podria considerar com a marginal, però en tenim notícies que l'any 1932, el Club Natació Atlètic Barcelona dugué a terme una exhibició de natació en diverses especialitats i distàncies a més d'un partit de waterpolo. Aquesta exhibició fou promoguda pel Foment del Turisme i l'Ajuntament. Actualment, l'única prova de natació que es du a terme és la cursa de caràcter popular en el marc de la Festa de l'Estany.
Altres esports, de caràcter més competitiu s'endegaren l'any 1956 amb el primer partit d'hoquei sobre gel a la Vila i una exhibició de patinatge artístic. El 26 de febrer s'enfrontaren els alumnes de l'Escola Pia de Puigcerdà (bressol del que seria més tard el Club Gel Puigcerdà) amb el Club Alpí de Núria, amb victòria d'aquest últim amb un resultat de 2 a 7. Durant la mitja part d'aquest partit es feu una exhibició de patinatge artístic a càrrec de Magda Casany i Joan Casanovas, veïns de Llívia. D'aquest partit es feu ressò el diari El Mundo Deportivo. Posteriorment, aquest partits d'hoquei sobre gel es realitzaren al camp del Sadó, al costat de l'estany, on també es construí una piscina i una pista de tennis. L'única activitat esportiva que subsisteix a l'estany és el concurs de pesca a mitjan agost.

## Obres i manteniment de l'estany
La conservació dels murs i de l'estany així com la neteja des del començament van implicar moltes obres.

### Neteja
La salubritat de les aigües de l'estany ha estat una de les preocupacions més importants al llarg del temps pels habitants de Puigcerdà, ja que aquesta era, com hem dit abans, utilitzada tant pel rec dels cultius com pel consum humà. Es té constància que al segle xviii, la batllia obligà als propietaris dels camps adjacents a l'estany fer desaparèixer les basses que s'hi s'originaren per tal d'acabar amb les aigües mortes i el gran nombre de granotes i gripaus que hi vivien.
La millor mesura per mantenir la salubritat de l'aigua era el buidat i retirada del llot del fons de l'estany. Es tenen documentades les fetes als anys 1726, 1753, 1770, 1787, 1797, 1806, 186?, 1885, 1908, 1932, 1984 i 1991. S'aprofitava d'aquest buidats, per a retirar el llot i mantenir les parets de l'estany.

### Obres al perímetre

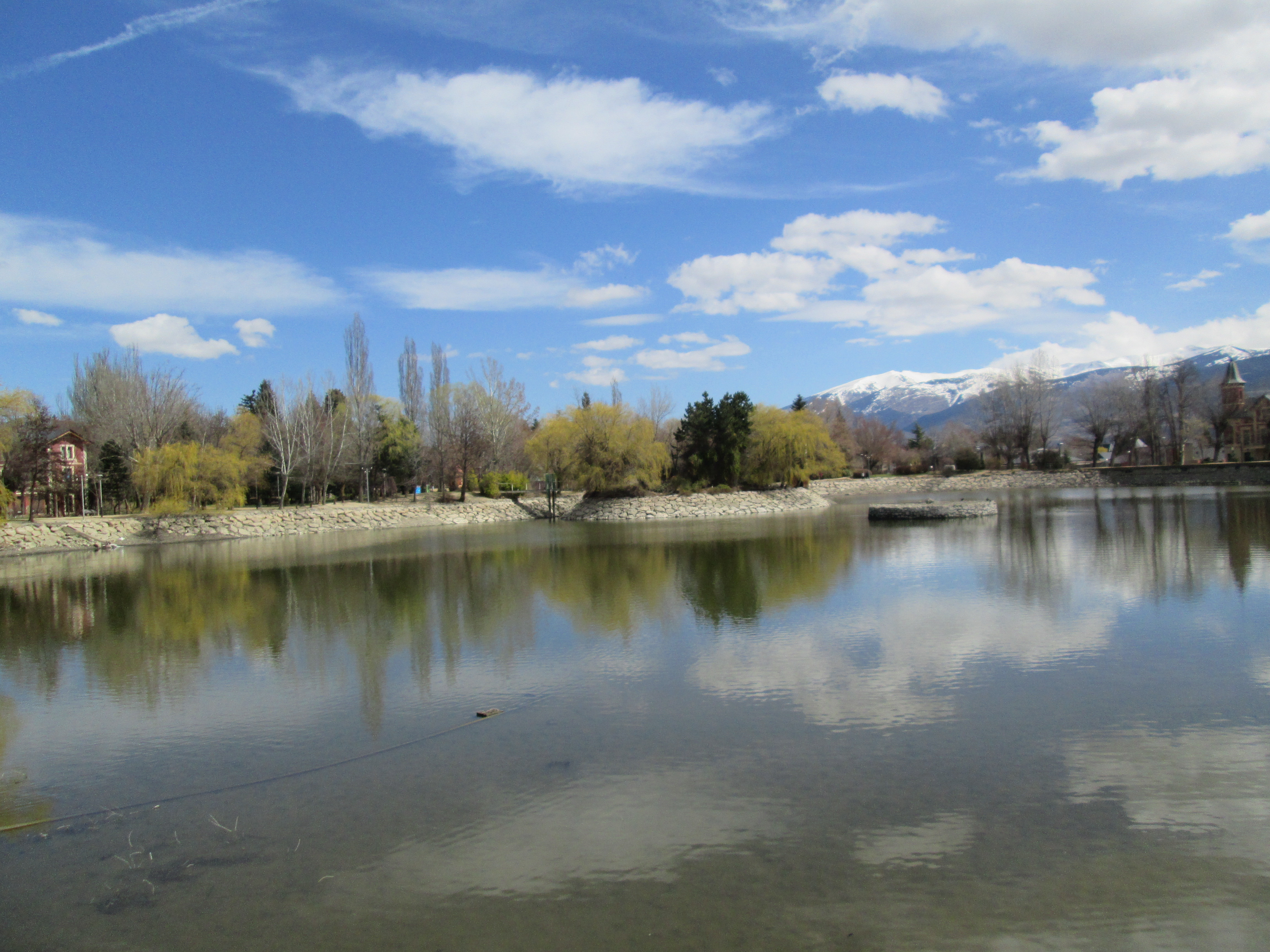
Obres de manteniment de 2014

Avui dia es desconeix la forma i perímetre original de l'estany. Al segle xvii, les representacions cartogràfiques el presenten com un estany de forma ovalada irregular i amb aparença natural. És al segle xviii quan s'empedreguen les ribes, se'n augmenta el volum i es crea la forma sisavada irregular que ha perdurat fins a l'última remodelació de 1991-1992. Cal destacar que el 1797 Jacinte Descatllar juntament amb Domingo Martí, Josep Montellà i Joan Oliva col·laboraren econòmicament en l'aixecament i reforç de les parets. Entre els anys 1930-1931 es van consolidar tres de les parets amb la col·locació de pilars i revoltons que han perdurat fins al 1984.
Amb el projecte de l'arquitecte David Ferrer i promogut per la Direcció General d'Arquitectura i Habitatge de la Generalitat de Catalunya, executat entre 1991-1992, el perímetre de l'estany ha sofert la transformació més notable de la seva història. Les parets nord i nord-est han entrat cap a l'interior, fent que siguin més arrodonides i donin un aspecte més natural, i a la paret sud s'ha fet una passarel·la que permet caminar per damunt de l'aigua.
El dia 21 de març de 2014 es va buidar el llac per a obres de manteniment i neteja de l'estany, centrades en els fonaments de les passeres i de l'embarcador.

### Illes

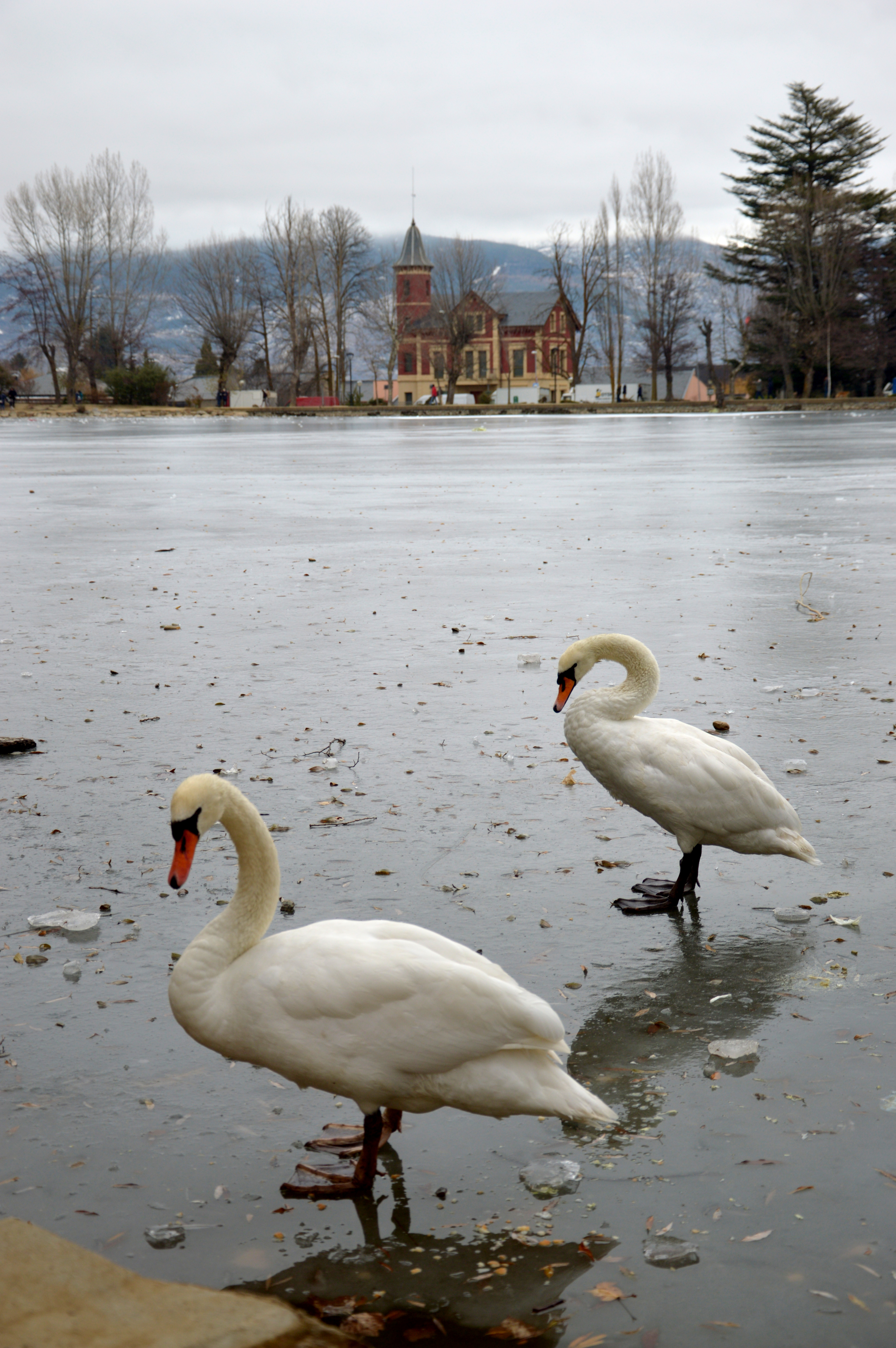
Cignes sobre l'estany glaçat

Fins a final del segle xix no hi va haver cap illa a l'estany. Aquesta és artificial i la primera data de l'any 1885 quan es construí aprofitant el buidat de l'estany. Es va crear per a poder construir un quiosc al centre de l'estany. A partir de 1930 esdevingué el refugi de la fauna avícola de l'estany amb cignes i tirons. També es va utilitzar per instal·lar el pal on convergien les fileres de l'enllumenat. També servia com a punt principal dels focs d'artifici de la Festa de l'Estany. Amb la remodelació de 1991-1992, aquesta ha estat escapçada per sota el nivell de l'aigua i substituïda per una altra més propera al parc i on s'accedeix per un petit pont. A l'interior hi ha una edificació destinada als coloms, cignes i tirons.

### Quiosc central
Aquest va ser construït el 1885 per Bartomeu Puig, damunt l'illa artificial i per iniciativa de la societat "La Recreativa", associació fundada per millorar l'aspecte de l'estany i fomentar-hi l'esbarjo. Aquest quiosc es construí de fusta i amb forma octogonal, amb una cúpula d'estil xinès, que es convertí en una atracció pels estiuejants de l'època. Finalment, el 1930 s'enderrocà degut al seu deteriorament i estat ruïnós.
Plec de condicions de 1884 (punt tercer): «construir un kiosko en el centro del Estanque que tenga la necesaria solidez y hermoseo, así como la capacidad bastante para contener deshogadamente doce personas por lo menos, sentados alrededor de una mesa; cuya obra ha de quedar terminada dentro de los seis primeros meses de los diez años que corresponde este arriendo.»

### Embarcadors i miradors

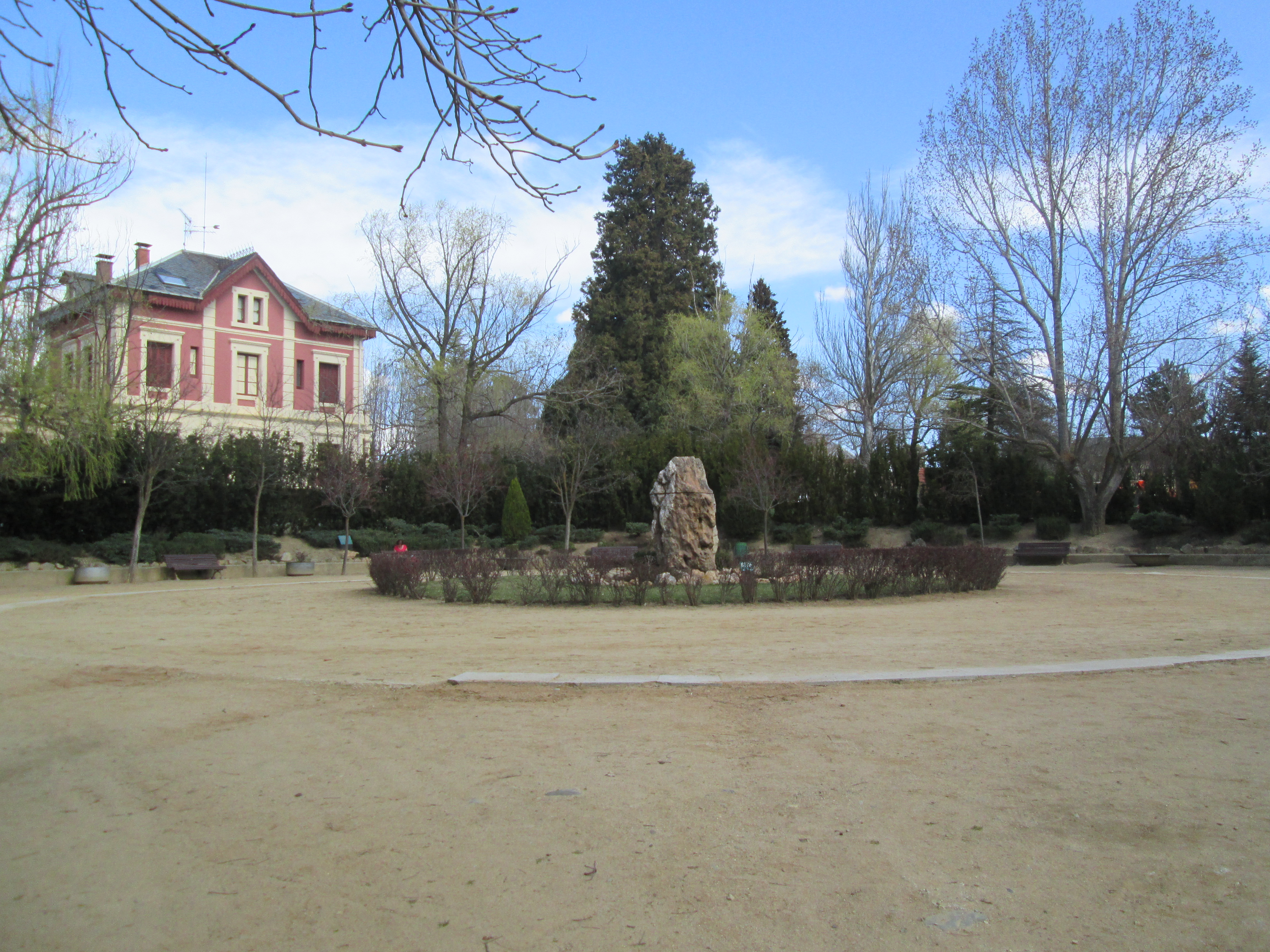
Sortidor d'aigua

El primer embarcador es construí en fusta a la cantonada sud de l'estany a la confluència del passeig i l'avinguda Dr. Piguillem i data de l'any 1884. El 1932 i degut el seu mal estat, es decidí construir-hi un de nou d'obra, amb barana acolumnada i que perdurà fins al 1991, any que fou enderrocat, per fer-ne un de nou de fusta flotant, al mateix lloc i d'acord amb el nou projecte urbanístic.
Pel que fa als miradors, el 1932 es construïren dos miradors de fusta amb barana, un al costat del c/Cassi i un altre al costat de l'edifici de l'antiga Acadèmia.

### Il·luminació
La primera il·luminació es dugué inicialment per la Festa de l'Estany amb fanalets. A final del segle xix, s'il·luminà el perímetre amb fanals d'oli i petroli i el 1930 s'instal·là el sistema elèctric. Aquesta fou en principi de caràcter perimetral i a proposta de Bonaventura Vernís, s'aprofità les obres del camp de Sadó per instal·lar-hi unes columnes per sostenir el cablatge i fer-ne una de radial. Aquesta il·luminació, però, fou suprimida el mateix any. La il·luminació interior es complementava amb uns senzills fanals situats als passejos de l'estany fins a la remodelació de l'any 1984, quan foren substituïdes per unes de més grans i de ferro colat, coronades totes amb l'escut de la Vila.

## Altres elements
Amb el temps es van construir a la vora del lloc uns quants edificis per a oferir serveis de lleure.

### Bars i restaurants

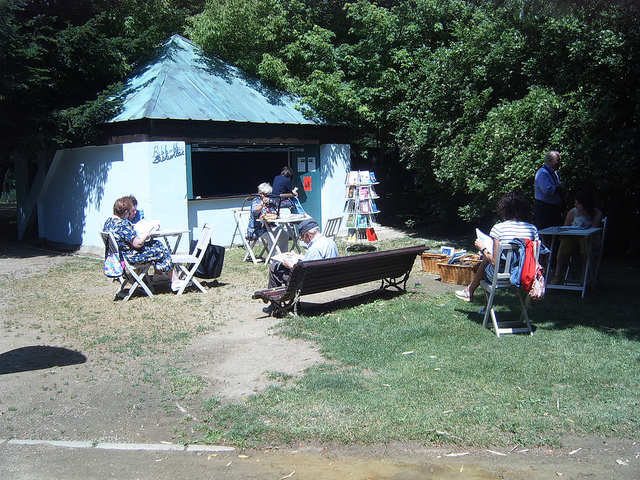
Espai Bibliollac

El 1932 Benet Cotxet proposà a l'Ajuntament de construir i explotar-hi un quiosc-restaurant a canvi de cedir-ho al consistori al cap de quinze anys. L'ajuntameny li va concedir un lloc a la confluència del passeig de l'estany amb l'avinguda Dr. Piguillem. El 1945, es concedí una llicència a Josep Clerch i Cairol per construir un establiment per a la venda de records de Puigcerdà a l'entrada del Parc Schierbeck. El 1946, s'hi construïren dos quioscs per a la venda de records i fotografia enfront de l'embarcador. Amb el temps, un d'aquests quioscs es convertí en bar, amb el corresponent permís de terrassa. Aquests dos últims establiments foren enderrocats i refets segons els disseny arquitectònic de la darrera remodelació de 1991-1992.

### Caseta dels Burros
La Caseta dels Burros data del 1967 i era un cobert al costat del bar i del quiosc de records. S'hi podia llogar una volta amb ase pel perímetre l'estany i el Parc Schierbeck. Per les queixes de males olors i la deixadesa de l'explotador, es va suprimir aquesta activitat. No obstant, amb la darrera remodelació de l'any 1991-1992, s'hi construeix un nou cobert, molt més ample i s'hi instal·la el servei del Bibliollac:  els estius ofereix un espai enmig del parc Schierbeck per poder gaudir de la lectura en un lloc encantador.

### Colomers

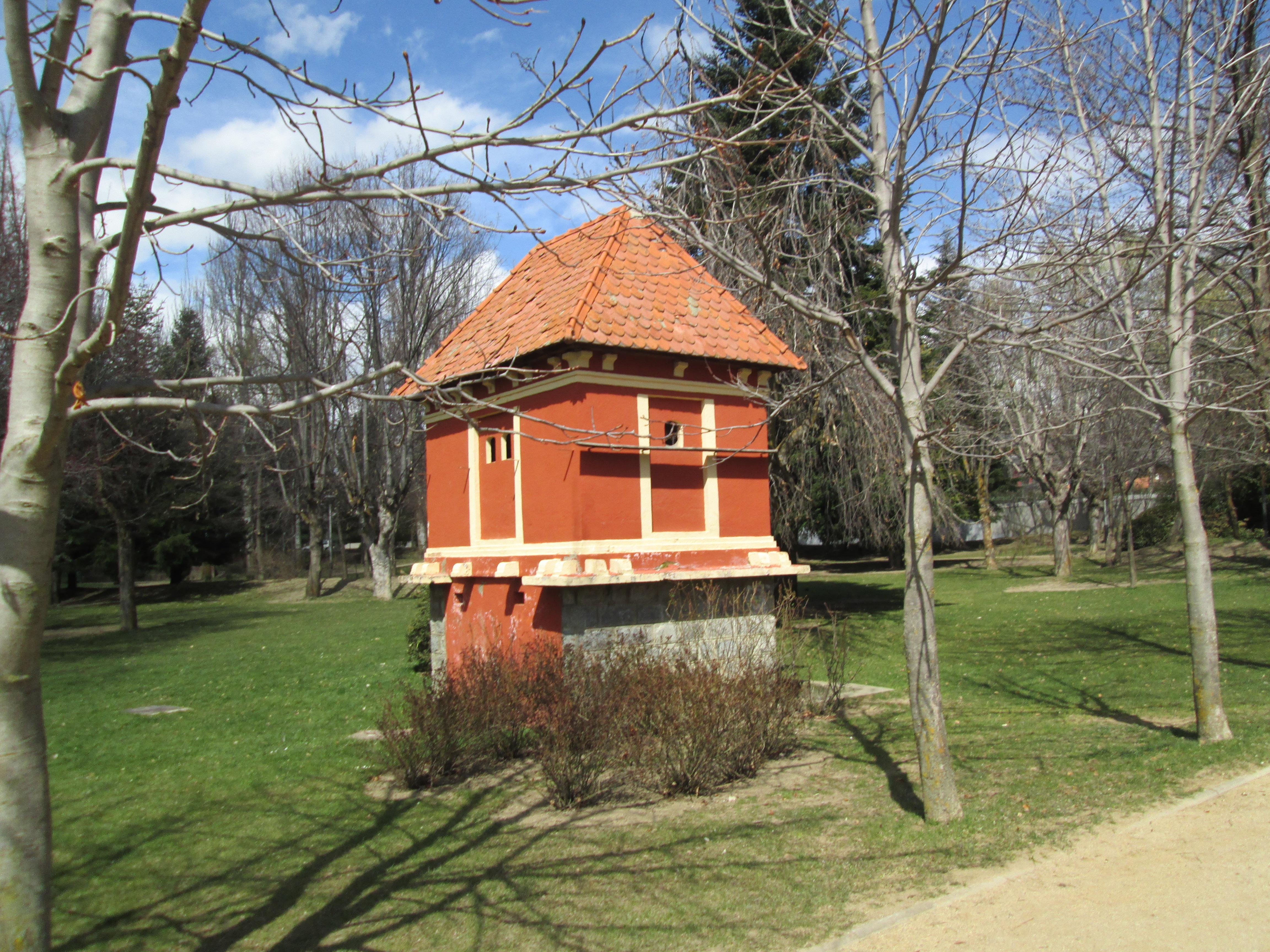
Colomer.

L'any 1930  Guillem Barnola i Blancher va construir dos colomers al parc Schierbeck. Només en queda un al qual el 1984 es van instal·lar uns banys públics.

### Banys
El 19 de juliol de 1885, a iniciativa de Bartomeu Puig, es construí un edifici al costat de l'estany, per albergar uns banys i un saló de cafè. Posteriorment s'hi va instal·lar l'Acadèmia Mont-Cerdà i anys més tard l'Escola de Formació Professional i una part de l'Escola Bressol de Puigcerdà. El 2019 es va decidir de traslladar-hi l'Arxiu Comarcal de Cerdanya i construir-hi un nou annex.

### Sortidor
Amb la remodelació de 1991-1992 es va treure una gran sequoia a la plaça de l'estany i es substituí per un sortidor d'aigua amb una cascada esgraonada en direcció a l'estany, pel passeig central. La cascada però, fou treta, i només en queda el sortidor.